# Legge del cubo quadrato

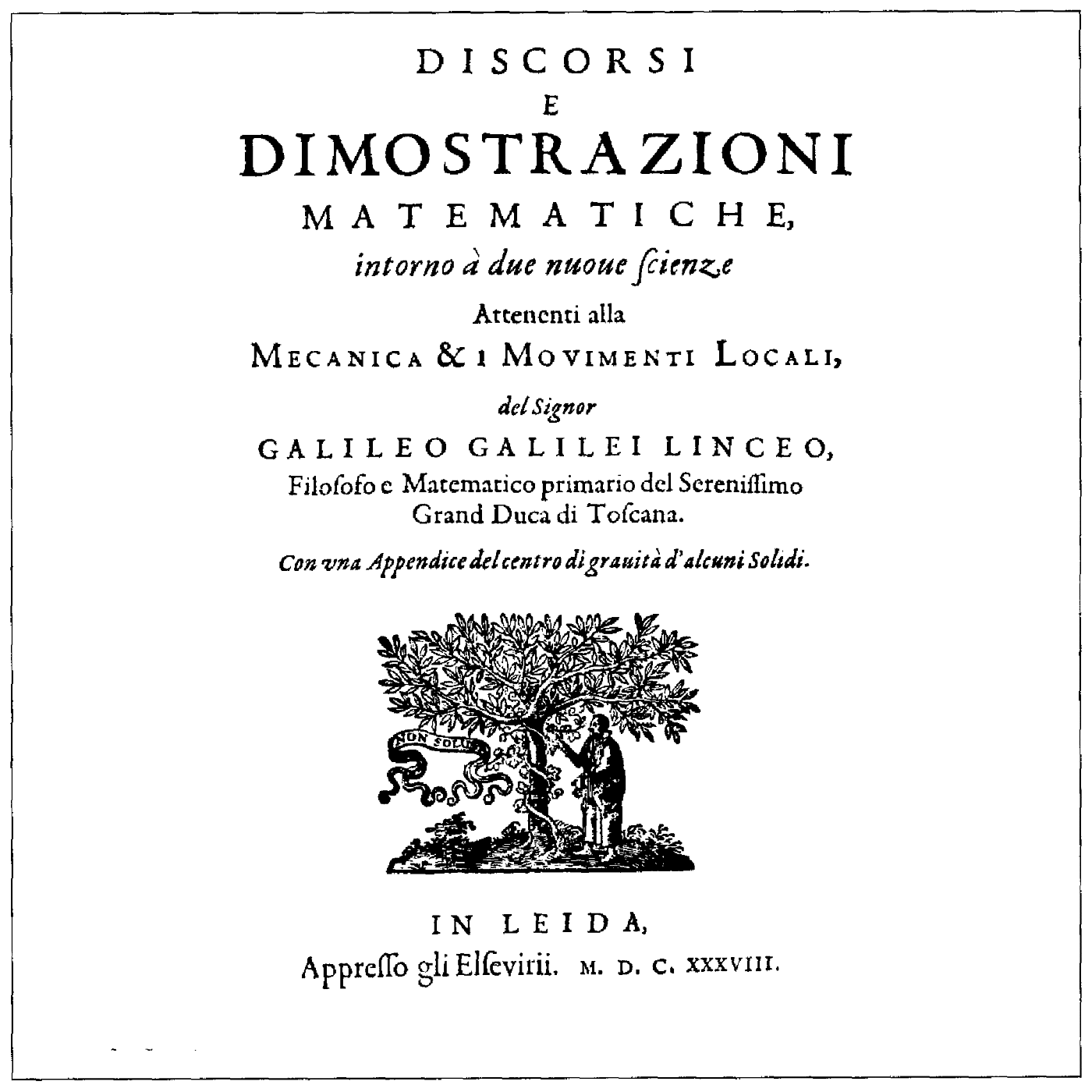
Discorsi e dimostrazioni matematiche intorno a due nuove scienze di Galileo Galilei, 1638

La legge del cubo quadrato  è un principio matematico, applicabile in diversi campi scientifici, che descrive il rapporto tra il volume e l'area di un corpo in base alla crescita o alla diminuzione delle sue dimensioni. È stato descritto per la prima volta nel 1638 da Galileo Galilei nel Discorsi e dimostrazioni matematiche intorno a due nuove scienze.
La legge del cubo quadrato afferma che all'aumentare delle dimensioni di una forma, il suo volume cresce maggiormente rispetto alla superficie. Questo principio è importante in diversi settori, come l'ingegneria meccanica o la biomeccanica: aiuta a spiegare diversi fenomeni, tra cui il motivo per cui i grandi mammiferi come gli elefanti perdono calore corporeo più difficilmente rispetto ai piccoli mammiferi, e perché costruire grattacieli sempre più alti risulta più difficile.

## Descrizione

Grafico dell'area rispetto al volume nei solidi principali

La legge del cubo quadrato può essere enunciata come segue: 
Rappresentato matematicamente:
{\displaystyle A_{2}=A_{1}\left({\frac {\ell _{2}}{\ell _{1}}}\right)^{2}}
{\displaystyle V_{2}=V_{1}\left({\frac {\ell _{2}}{\ell _{1}}}\right)^{3}}
dove {\displaystyle A_{1}} e {\displaystyle V_{1}} sono l'area di superficie e il volume originali, mentre {\displaystyle A_{2}} e {\displaystyle V_{2}} sono la superficie e il volume nuovi quando lo spigolo passa da {\displaystyle \ell _{1}} a {\displaystyle \ell _{2}}.
Ad esempio, un cubo con uno spigolo lungo 1 metro ha una superficie di 6 m² e un volume di 1 m³. Se lo spigolo del cubo viene raddoppiato (quindi,{\displaystyle {\frac {\ell _{2}}{\ell _{1}}}=2}), la sua superficie viene moltiplicata per 2² e diventa di 24 m²; il suo volume invece viene moltiplicato per 2³ e risulta di 8 m³.
Il cubo originale (spigolo di 1 m) ha un rapporto superficie/volume di 6:1. Quello ingrandito (spigolo di 2 m) cubo ha un rapporto superficie/volume di 3:1 (24/8). Questo principio si applica a tutti i solidi.